# مجتبی اسماعیل‌زاده
مجتبی اسماعیل‌زاده (زادهٔ ۸ دسامبر ۱۹۹۰) بازیکن فوتبال اهل ایران است.
از باشگاه‌هایی که در آن بازی کرده‌است می‌توان به باشگاه فوتبال شهید قندی یزد اشاره کرد.
اسماعیل‌زاده پس از چند فصل حضور در لیگ لیگ آزادگان به باشگاه DPMM در برونئی منتقل شد، این باشگاه در رقابت‌های لیگ مالزی شرکت می‌کند.